# Saint-Florent-sur-Auzonnet
Saint-Florent-sur-Auzonnet este o comună în departamentul Gard din sudul Franței. În 2009 avea o populație de 1.150 de locuitori.

## Evoluția populației
| An        | 1975  | 1982  | 1990  | 1999  | 2006  | 2009  |
| --------- | ----- | ----- | ----- | ----- | ----- | ----- |
| Populație | 1.620 | 1.520 | 1.363 | 1.126 | 1.137 | 1.150 |